# سويت ليتل لايز (فلم 2010)
سويت ليتل لايز (بالإنجليزية: Sweet Little Lies) فيلم دراما رومانسي ياباني من اخراج هيتوشي يازاكي، مقتبس من رواية تحمل نفس الاسم للكاتب كاوري ايكوني. من بطولة ميكي ناكاتاني وناو أوموري.

## القصة
روريكو فنانة الدبدوب، وساتوشي الذي يعمل في إحدى شركات تكنولوجيا المعلومات، متزوجان منذ ثلاث سنوات. من الخارج يبدو الاثنان سعداء، لكن قلوبهما على خلاف مع بعضهما البعض. في أحد الأيام، روريكو التي شعرت بالوحدة وفكرت، "ليس هناك ما يكفي من الحب في هذا المنزل"، تلتقي بـ هارو الشاب الذي يريد دبًا خاصًا بها في معرض تيدي بير، وينجذبان لبعضهما البعض. في نفس الوقت تقريبًا، التقى زوجها ساتوشي أيضًا بشيهو وهي طالبة صغير في لم شمل بالجامعة، وبدأوا تدريجيًا بالإعجاب بها. زوجان متباعدان، ولكل منهما حبه السري الخاص. وبينما يقضي الاثنان أيامهما معًا، تتراكم الأكاذيب الصغيرة واللطيفة...

## الممثلون
- ميكي ناكاتاني بدور روريكو إيواموتو.
- ناو أوموري بدور ساتوشي إيواموتو.
- تشيزورو إيكواكي بدور شيهو ميورا.
- تويتشي كوباياشي بدور هارو تسوجاوا.
- يوكو أوشيما بدور نوس إيواموتو.
- ساكورا أندو بدور مياكو.
- مي كوروكاوا بدور توميكو فوجي.
- أكيكو كازامي بدور كيمي.
- كوتا كوسانو بدور كوروكي.

## روابط خارجية
- مقالات تستعمل روابط فنية بلا صلة مع ويكي بيانات